# Bataille de Goudermes
La bataille de Goudermes (décembre 1995) était une bataille de la première guerre de Tchétchénie, au cours de laquelle les forces armées russes ont repris le contrôle de Goudermes. Elle a conduit à de lourdes pertes parmi la population civile et à des accusations mutuelles de génocide.

## Prélude
Le 30 juillet 1995, un accord de cessez-le-feu a été signé entre la fédération de Russie et la république tchétchène d'Itchkérie. Puis en décembre, les militants tchétchènes ont déclaré l'indépendance de la région dans une tentative de saboter des élections falsifiées par les autorités fédérales. Début décembre, ils s'emparent des bâtiments administratifs. Ces actions ont marqué un retour à la phase chaude du conflit.
La veille, les dirigeants des forces armées russes avaient annoncé le lancement d'une opération visant à prendre la ville, sous le contrôle des militants tchétchènes depuis le 14 décembre. Selon TASS, le commandement russe a reporté l'offensive afin que les civils puissent quitter la ville.

## La bataille
Le 14 décembre, de violents combats éclatent. Les troupes russes ont utilisé l'artillerie et des bombardements aériens, qui ont détruit la majeure partie de la ville. Le 19 décembre, un assaut terrestre sur la ville débute. Les combats les plus intenses ont eu lieu près de la gare et du quartier général militaire local, où 150 soldats russes ont été encerclés par 600 combattants tchétchènes. Le 23 décembre, les unités du CRI se retirèrent sur ordre d'Aslan Maskhadov et les forces armées russes prirent le contrôle de la ville,,.
Selon les données officielles, la partie russe a subi plus de 100 pertes à la suite des combats. Au moins un camion Ural et au moins deux véhicules blindés de transport de troupes ont également été détruits. Selon des témoins oculaires qui ont fui la ville, le nombre de victimes civiles s'élève à plusieurs centaines. Selon les déclarations des autorités locales pro-russes, les pertes réelles parmi la population civile sont bien inférieures.

Certains habitants qui ont fui la ville ont accusé les rebelles de pillage. De nombreux réfugiés interrogés ont affirmé que les forces armées russes bombardaient sans discrimination des zones où il n’y avait pas de combats. Bukhari Muskhanov, 43 ans, qui se cachait avec sa famille dans un sous-sol :
L'artillerie russe a tiré depuis une colline près de la tour de télévision, bombardant chaque rue. En deux jours, mes enfants étaient malades et toussaient, mais chaque fois que nous essayions de quitter la ville, les tirs devenaient plus intenses.

## Réactions
Le ministre russe de l'Intérieur, Anatoli Koulikov, a qualifié les actions des forces armées tchétchènes de génocide. Le leader régional pro-russe Dokou Zavgaïev a justifié les actions des forces fédérales et a déclaré que la Tchétchénie ne pouvait pas se transformer en un autre Afghanistan. Selon lui, le résultat a été provoqué par les combattants tchétchènes qui s'étaient retranchés dans l'hôpital, le transformant en cible militaire.